# City-Bahn (Zuggattung)

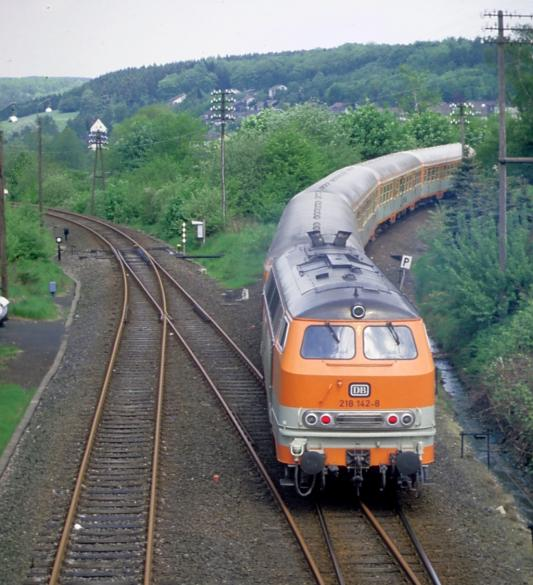
DB-Baureihe 218 mit einem City-Bahn-Zug, hier 1986 in Marienheide

Die City-Bahn, abgekürzt CB, war eine Zuggattung im Schienenpersonennahverkehr, welche die Deutsche Bundesbahn (DB) zum Fahrplanwechsel am 30. September 1984 einführte, um den Nahverkehrszug (N) abzulösen und Nebenstrecken attraktiver zu machen. Hierfür wurden vorhandene n-Wagen modernisiert und ein dichter Taktfahrplan eingeführt, das diesbezügliche Werbemotto lautete „City-Bahn – Ohne Stau im Stundentakt“. Im Kursbuch wurde sie als Qualitätszug des Verdichtungsverkehrs bezeichnet. Mit zunehmender Verbreitung wechselte die Deutsche Bundesbahn am 31. Mai 1987 zur Schreibweise CityBahn mit Binnenmajuskel, analog zu den damals neu eingeführten Produkten RegionalBahn (RB) und RegionalSchnellBahn (RSB). Die City-Bahn wurde am 1. Januar 1995 vom Stadt-Express abgelöst, der später wiederum von Regionalbahn- und Regional-Express-Zügen verdrängt wurde. Im Großraum Hannover ersetzte die S-Bahn Hannover die dortige City-Bahn.

## Strecken und Fahrzeuge

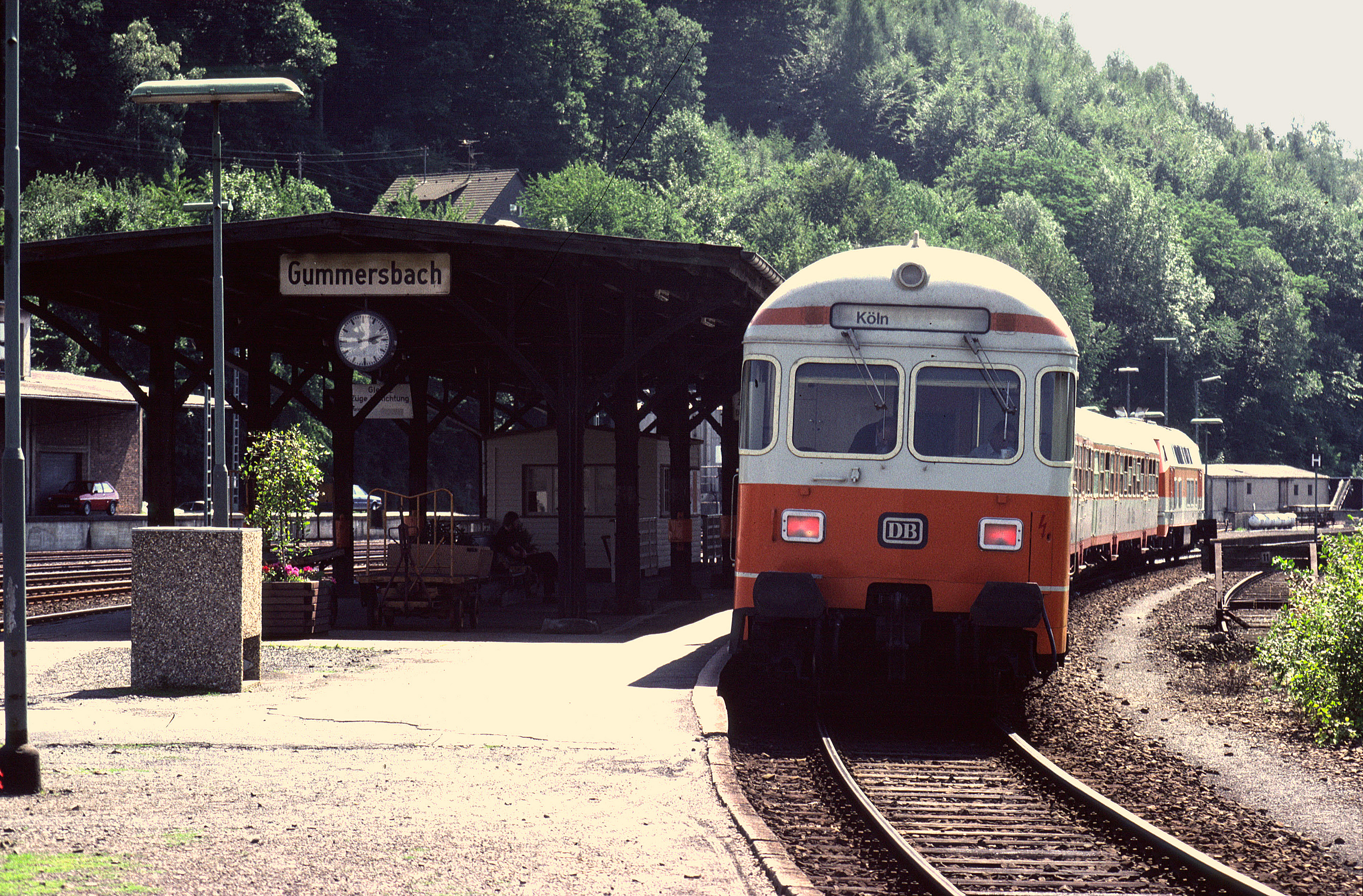
Zug der City-Bahn Köln–Gummersbach im Bahnhof Gummersbach (1987)

Die erste Strecke mit diesem Angebot war die Verbindung Köln–Overath–Gummersbach–Meinerzhagen, die 1984 auf der Aggertalbahn und Volmetalbahn als Aggertaler eröffnet wurde. Für den Betriebsversuch auf der stilllegungsgefährdeten Strecke erhielten zusammen 25 n-Wagen, davon sieben Steuerwagen, eine moderne Innenausstattung, wie sie zwei Jahre später auch bei den Triebwagen der Baureihe 628.2 Verwendung fand. Analog der S-Bahn Rhein-Ruhr wurden die Züge außerdem reinorange/kieselgrau lackiert, entsprechend der sogenannten Pop-Lackierung aus den frühen 1970er Jahren. Auch ein Café gehörte zur Einrichtung. Bespannt wurden die Züge von zehn passend lackierten Diesellokomotiven der Baureihe 218. Das modernisierte Rollmaterial und der Stundentakt führten zu deutlichen Fahrgastzuwächsen. Ab 1985 fuhren die neuen City-Bahn-Garnituren von Köln nach Gummersbach teilweise auf der Volmetalbahn weiter über Marienheide bis nach Meinerzhagen. Ab Mai 1986 endeten die Züge in Marienheide, ab Mai 1987 bereits in Gummersbach.

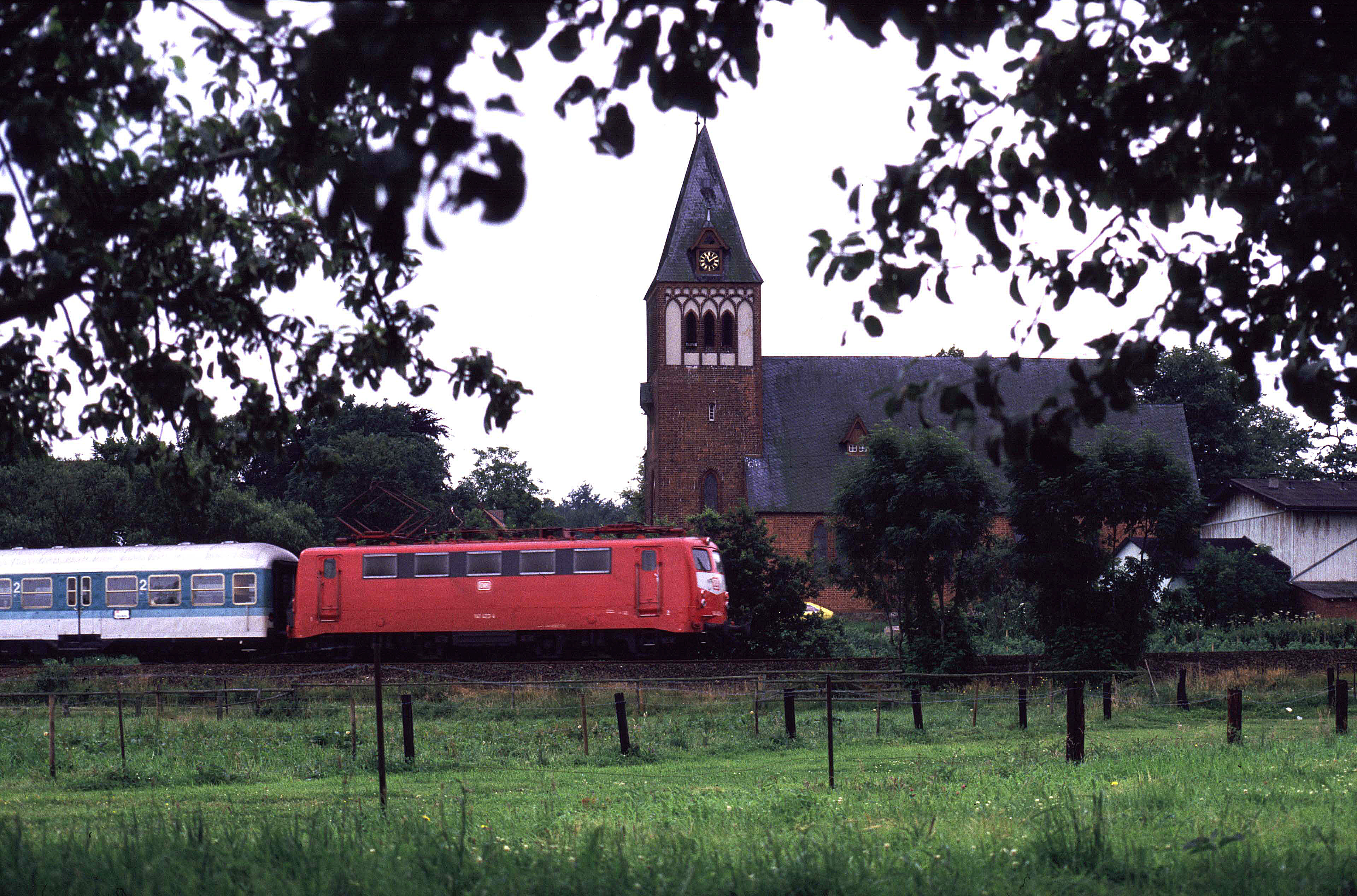
Zug der City-Bahn Hamburg–Stade mit Ellok der Baureihe 141 (1987)

Die zweite City-Bahn-Strecke war ab 1987 die Niederelbebahn zwischen Hamburg und Stade. Da die Strecke elektrifiziert ist, wurden Lokomotiven der Baureihe 141 eingesetzt, die kieselgrau-orange Außenlackierung der Fahrzeuge nicht mehr verwendet. Stattdessen kamen, analog zur Baureihe 628.2, im Rahmen des neuen Farbkonzepts der Deutschen Bundesbahn die Produktfarben Minttürkis/Pastelltürkis/Lichtgrau zur Anwendung. Die Lokomotiven waren, soweit bereits farblich angepasst, orientrot. Weitere City-Bahn-Verbindungen gingen wie folgt in Betrieb:
- 1989: Hannover – Weetzen – Bad Nenndorf – Haste (Deisterbahn, in diesem Fall standen die speziell hierzu hergerichteten n-Wagen aber erst ab 1990 zur Verfügung)
- 1989: Saarbrücken Hbf – Rohrbach (Saar) – Homburg (Saar) Hbf
- 1989: Saarbrücken Hbf – Sulzbach – Neunkirchen (Saar) Hbf – St. Wendel – Türkismühle
- 1989: Neunkirchen (Saar) Hbf – Homburg (Saar) Hbf
- 1991: Bremen Hbf – Bremen-Vegesack
- 1991: Dortmund Hbf – Soest Hbf – Lippstadt
- 1991: Paderborn Hbf – Altenbeken (– Hannover Hbf)

Im Saarland kamen in den ersten Jahren auch die sogenannten Kaffeeküch-Wagen nach dem Vorbild der ersten City-Bahn in Köln zum Einsatz, meistens auf der Relation Saarhölzbach–Saarlouis–Saarbrücken–Homburg/Saar–Kaiserslautern.

## Galerie

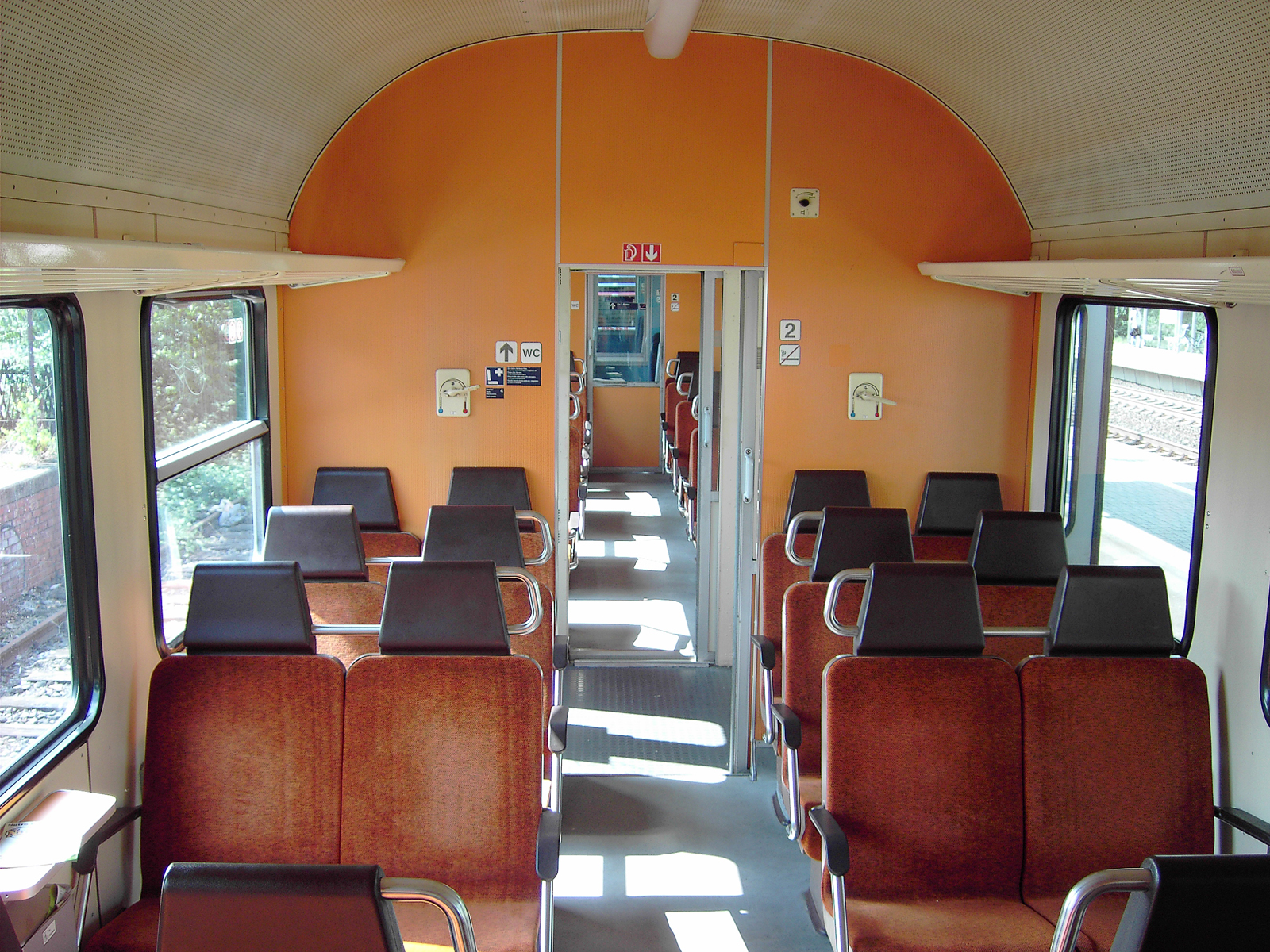
Umgebauter Innenraum eines City-Bahn-Wagens mit gemischter Bestuhlung
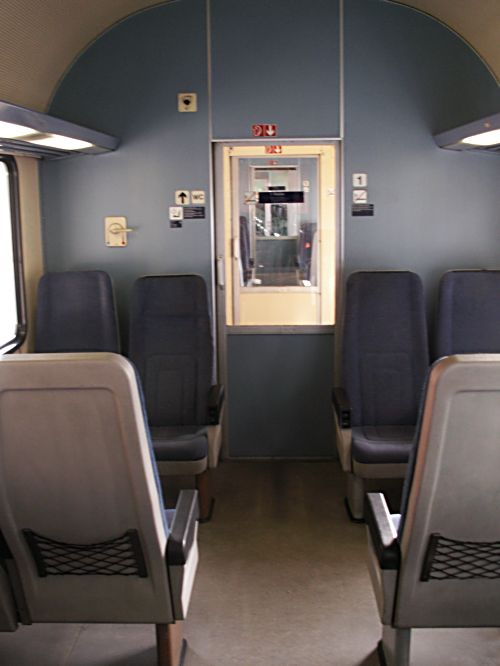
Erste-Klasse-Abteil
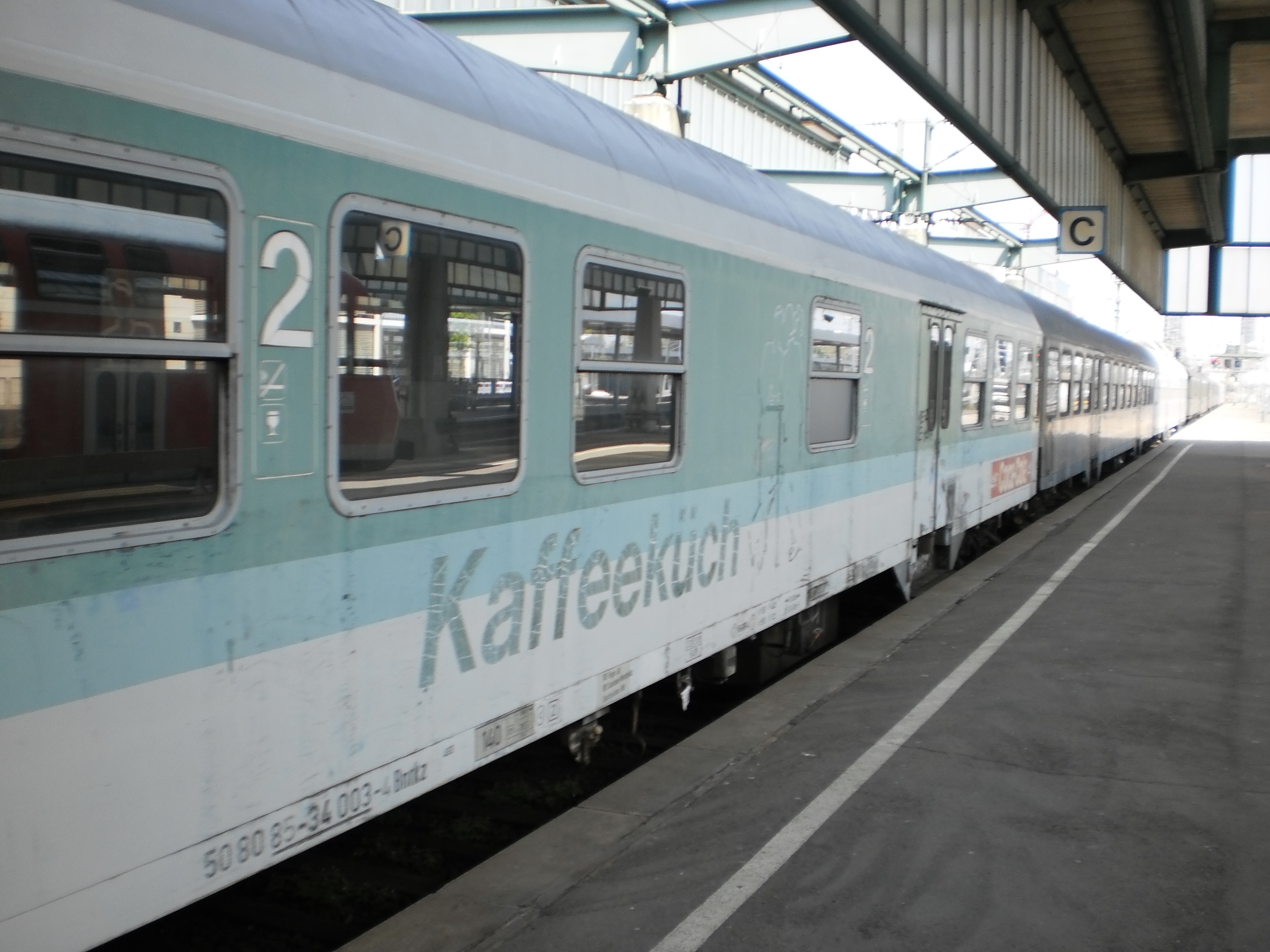
Kaffeeküch-Wagen, wie er bei der City-Bahn im Saarland zum Einsatz kam
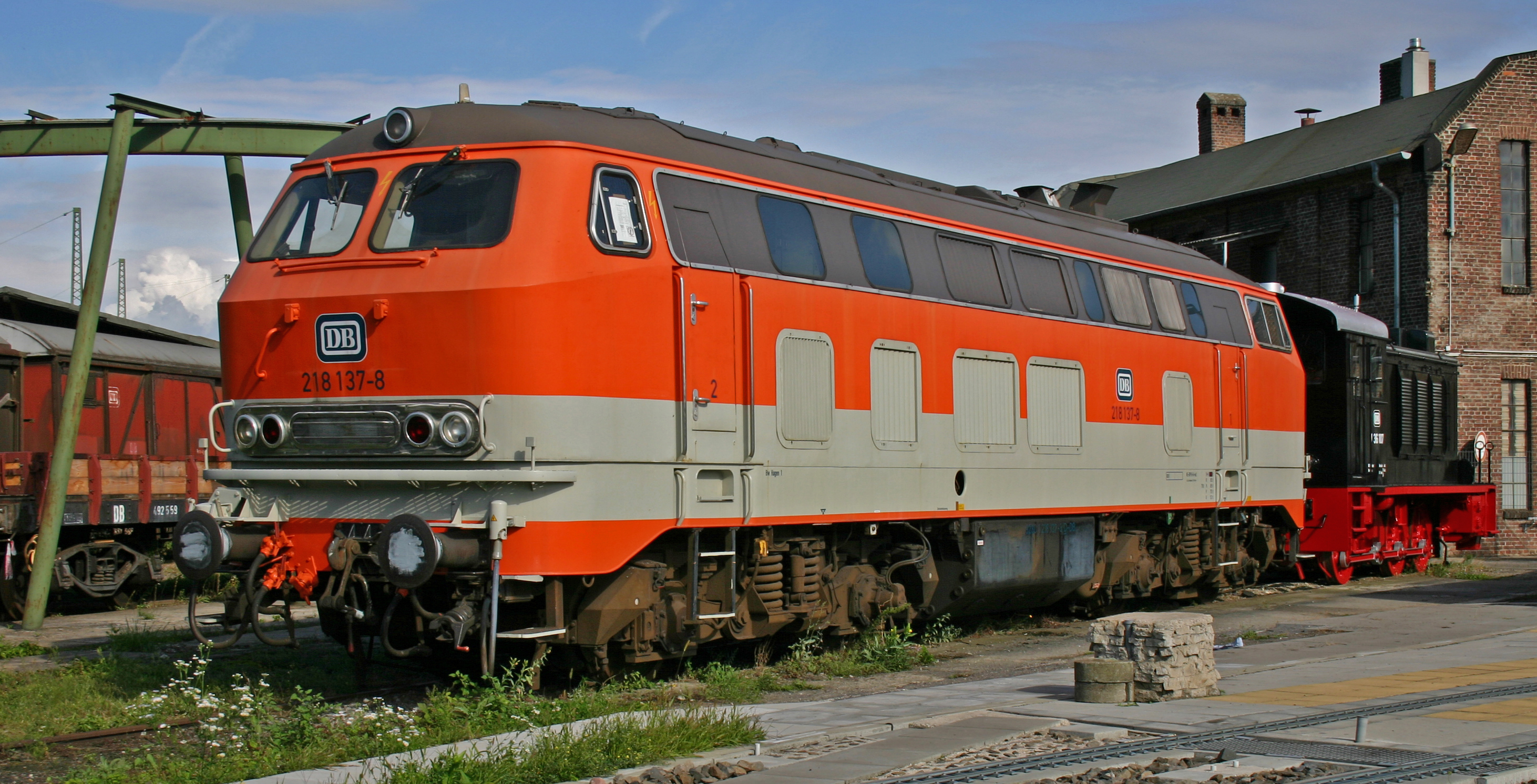
Lokomotive 218 137-8 in City-Bahn-Lackierung im DB Museum Koblenz
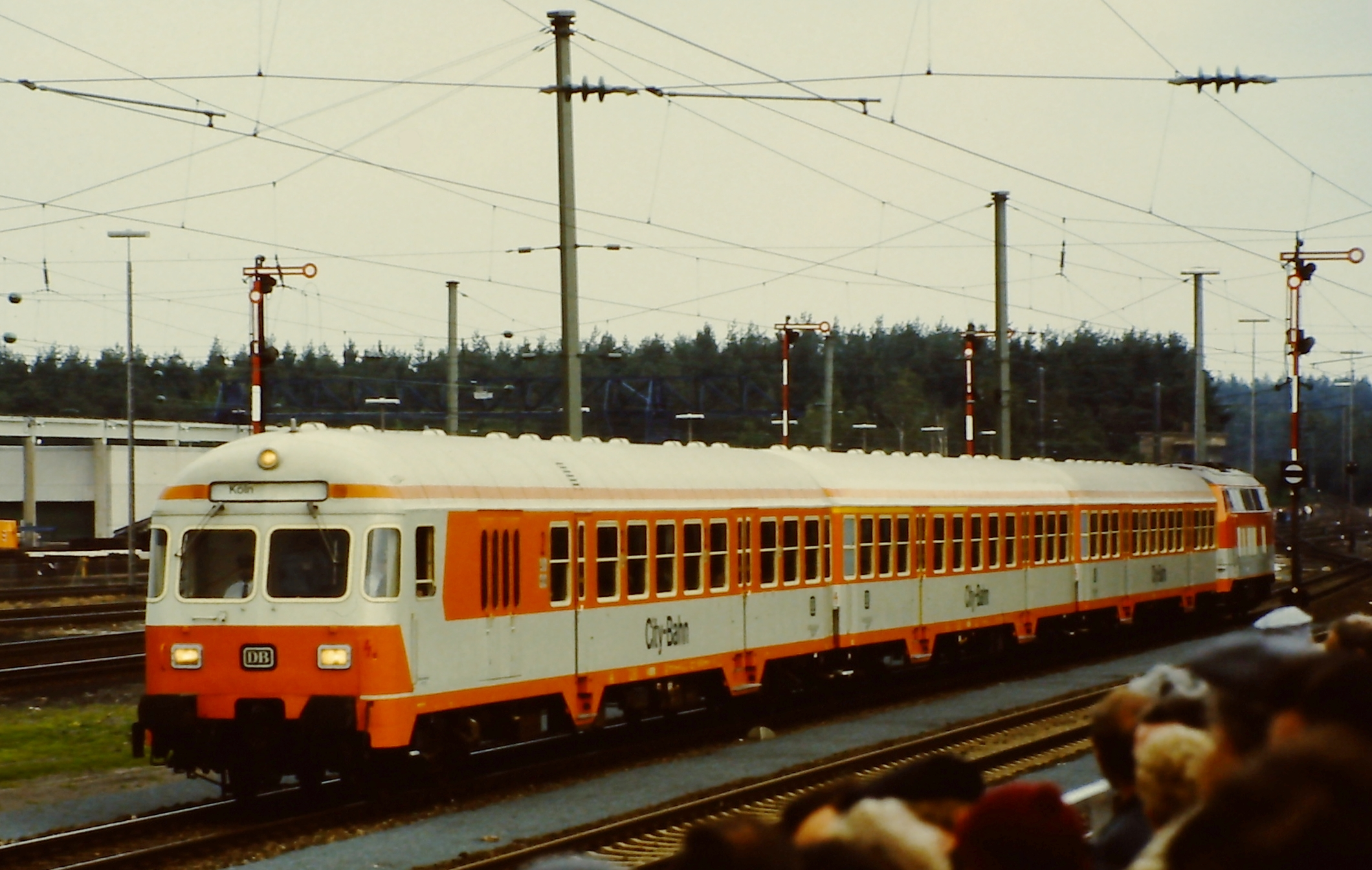
City-Bahn-Zug mit n-Wagen und 218 bei der Jubiläumsparade 150 Jahre Deutsche Eisenbahnen in Nürnberg